# Нижні Жари
Нижні Жари (біл. Ніжнія Жары) — село в Білорусі, у Брагінському районі Гомельської області. Орган місцевого самоврядування — Комаринська сільська рада. Поруч з селом на річці Дніпро знаходиться найпівденніша точка Республіки Білорусь.

## Населення
За переписом населення Білорусі у 2009 році чисельність села становила 66 осіб.

## Проєкт «Белпорт Нижні Жари»
Ідея будівництва річкового порту на водному шляху Е40, який має з'єднати порти Чорного моря із Балтійським морем через річки Дніпро, Прип'ять та Західний Буг на кордоні з Україною виношується у Білорусі з 2011 року, проте лише влітку 2019 року в проєкті були помічені зрушення — між Міністерством транспорту та комунікацій Білорусі та компанією «Белпорт Нижні Жари» було підписано інвестиційний договір на суму 64 млн доларів. Про цей проєкт порушується питання не перший рік, але на місці майбутніх причалів ще так і не було забито першу палю.
Проєкт передбачає створення логістичного центру, який включає три складові. Так, між селами Нижні та Верхні Жари передбачено будівництво порту площею 41 га, для суден, що відправлятимуться вниз Дніпром; річкового порту з інженерною та транспортною інфраструктурою площею 68,1 га; мультимодального хаба та пристані для яхт-клубу з базою відпочинку площею 249,65 га.
«Белпорт Нижні Жари» пов'язують із співвласником білоруської торгової мережі «Гіппо»  та гендиректором компанії «Білпаливенерго» Василем Варфоломєєвим. На першому етапі будівництва прогнозується сума інвестицій у 20 млн доларів.
Не маючи прямого виходу до моря, Білорусь експортує вантажі переважно через балтійські порти, але при цьому дуже зацікавлена в тому, аби стати «морською державою». Оскільки географічно це неможливо, білоруси вирішили, що можуть досягти своєї мети, побудувавши порт у селі Нижні Жари та здійснювати вантажні перевезення річкою Дніпро, отримавши таким чином вихід до чорноморсько-середземноморського регіону.
У перспективі планується витратити ще 100 млн доларів на будівництво 80 км дільниці залізниці від річкового порту до станції Хойники, що на півдорозі до Мозиря. Завершити роботи з будівництва передбачено у 2025 році. Основний вантажообіг порту забезпечить нафтопродуктами підприємства (поблизу Гомеля розташований Мозирський НПЗ) і Петриківський ГЗК, що будується у Гомельській області (проєкт «Білоруськалія», потужність — близько 2 млн тон хлоркалію на рік). З України та транзитом через Україну річкою Дніпро може піти сировина для хімічного виробництва, потенційно це також перевезення шлаку, гранульованого шроту, олії, зерна. 